# موریل جورج
موریل جورج (انگلیسی: Muriel George; ۲۹ اوت ۱۸۸۳ – ۲۲ اکتبر ۱۹۶۵) یک هنرپیشه، و خواننده اهل بریتانیا بود. وی بین سال‌های ۱۹۳۲ تا ۱۹۵۵ میلادی فعالیت می‌کرد.